# Korttofsad topptyrann
Korttofsad topptyrann (Myiarchus ferox) är en fågel i familjen tyranner inom ordningen tättingar.

## Utseende och läte
Korttofsad topptyrann är en rätt stor tyrann med mörk näbb, mestadels gråbrun ovansida, ljus strupe och ljusgult på buken. De olika underarten varierar i tonen på ovansidan. Den skiljs bäst från liknande arter genom sitt unika läte, ett visselpipelikt "prrrih".

## Utbredning och systematik
Korttofsad topptyrann delas in i tre underarter:
- Myiarchus ferox ferox – förekommer i tropiska områden från sydöstra Colombia till norra Bolivia, Guyanaregionen och norra Brasilien
- Myiarchus ferox brunnescens – förekommer i llanos från östra Colombia till Venezuela och Guyana
- Myiarchus ferox australis – förekommer från södra Brasilien till östra Bolivia, östra Paraguay och nordöstra Argentina

## Status
Arten har ett stort utbredningsområde och beståndet anses stabilt. Internationella naturvårdsunionen IUCN listar den därför som livskraftig (LC).